# Samborne
Samborne is een plaats en civil parish in het bestuurlijke gebied Stratford-on-Avon, in het Engelse graafschap Warwickshire met 1805 inwoners.